# Cerkiew św. Aleksandra Newskiego w Kibartach
Cerkiew św. Aleksandra Newskiego – cerkiew prawosławna w Kibartach wzniesiona w 1870. Świątynia parafialna.

## Historia
Cerkiew w Kibartach powstała w 1870 na potrzeby robotników zatrudnionych przy linii kolejowej. Koszt wyniósł 15 tys. rubli, które zostały przekazane przez władze carskie. W czasie I wojny światowej cerkiew została zamieniona przez Niemców na magazyn. Na początku 1919 budynek cerkwi, dwa domy należące do parafii oraz prawosławna szkoła zostały oddane diecezji rzymskokatolickiej, świątynia została zaadaptowana na kościół. 
Prawosławni z Kibart (ok. 420 osób), którzy odtąd uczestniczyli jedynie w nabożeństwach organizowanych w prywatnych pomieszczeniach, występowali do rządu litewskiego o zwrot cerkwi oraz o środki na jej kapitalny remont. Ostatecznie w 1929 ministerstwo finansów przekazało katolikom pieniądze na budowę nowego kościoła, a rząd zwrócił cerkiew prawosławnym, którzy jednak musieli sami pokryć koszty remontu. W 1937 parafia w Kibartach liczyła 1431 osób, po II wojnie światowej zostało 280 prawosławnych. 
Ponowna rejestracja parafii miała miejsce w 1947.